# Niels Ryberg
Niels Ryberg (født 14. september 1725 i Rybjerg i Salling i Jylland, død 29. august 1804) var en dansk handelsmand, skibsreder og godsejer, slaveassurandør og far til Johan Christian Ryberg.

## Ungdom og uddannelse
Forældrene, Bertel Christensen og Vibeke Nielsdatter, hørte til bondestanden. Den heraf følgende pligt for sønnerne til at gøre krigstjeneste unddrog Niels sig ved at flygte fra godset som mange andre jyske bønderkarle i hin tid. Han kom til morbroderen Axel Møller, en dygtig og meget anset købmand i Aalborg, der købte ham et fripas fra herremanden og opdrog ham til handelen. 1750 drog Ryberg til København og tog her borgerskab som grosserer 4. april 1753. Hans kontor blev ved hans flid, udholdenhed og punktlige nøjagtighed hurtigt et af de vigtigste private assurancekontorer, der skabte en for handelsstanden meget gavnlig konkurrence til Det kongl. oktroierede assurancekompagni. 1756 gik Ryberg i kompagni med det meget formuende Thygesenske Handelshus under firma Ryberg & Thygesen jun. I sit virke forsikrede han bl.a. slaveskibet julianehaab og lasten i 1782 og adskillige andre. Senere tog han Cramer og Black i kompagni med sig. De skiltes dog 1775 og derefter var Niels Ryberg hans firmanavn, indtil han 1789 associerede sig med flere yngre pårørende, nemlig en søsterdatters mand, Hans Rudolph Saabye, amerikansk konsul, siden etatsråd, en søstersøn, grosserer Mørch, og svogeren grosserer Otte, og med disse dannede firmaet Ryberg & Co.

## Storkøbmand
Ryberg havde fortrinlige evner for handelen, hans handelshus voksede op til et af de allerførste i Danmark, og på storhandelens forskelligste områder spillede han en ledende rolle. I 1759, da det islandske Kompagnis interessenter ikke længer kunde drive handelen uden underbalance, blev det overdraget Ryberg at føre handelen for kongens regning. Med utrættet iver ledede han denne, indtil det almindelige handelskompagni i 1763 mod en årlig forpagtningsafgift fik monopol på den islandske, færøske, grønlandske og finmarkske handel. Gennem rentekammeret udvirkede han, at det pålagdes landets øvrighed at våge over, at saltvands- og ferskvandsfiskeriet blev drevet af alle kræfter, en fiskeriinspektør blev behørig instrueret og Islands økonomiske forhold belyste ved student P. Rønnes rejse der til. Fra 1764-1767 drev han for egen regning kabliavfiskeri efter den hollandske metode og gav herved stødet til et større fiskeri under Island med fiskerhukkerter for kongelig regning.
Fra 1772-1775 og 1779-1784 var Ryberg medlem af direktionen for Asiatisk Kompagni og deler med sine kolleger æren for en af dets mest glimrende perioder. Da Ryberg trådte til, var der fem Kina- og to Ostindiefarere i fart; da han trådte fra, henholdsvis ni og seks med en besætning af over 1750 mand; og i løbet af de 12 år 1772-1783 var overskuddet over 5 mio. rigsdaler, eller mere end der var tjent i de forudgående 40 år. En betydelig kassemangel, foranlediget ved et komplot af justitsdirektør, bogholder og kasserer, skaffede dog Ryberg en ubehagelig afslutning på hans direktionsvirksomhed, idet interessenterne ikke uden grund bebrejdede direktionen en alt for stor tillid til hine mænd, hvilket førte til en pennefejde, hvori Ryberg forsvarede direktionen, og en kommissionsdom, hvorefter Ryberg måtte tilsvare en større del af et bogholderen ydet lån. Ved kabinetsordre af 6. maj 1776, korroboreret af kongen 11. maj 1778, blev Ryberg udnævnt til handelskyndigt medlem af direktionen for det kongl. danske oktroierede vestindiske Handelsselskab, hvori flere af statens højeste embedsmænd som Ove Høegh-Guldberg, Joachim Otto Schack-Rathlou, Stemann og greverne H.C. Schimmelmann og Ernst Heinrich Schimmelmann havde sæde. Det meget privilegerede selskab gav i nogle år interessenterne betydelige fordele, men det gik navnlig efter freden i Versailles stærkt tilbage. Ryberg blev uenig med sine kolleger om selskabets drift og fik 20. april 1785 kongens tilladelse til at tage sin afsked.
Hele samfundets økonomi lå Ryberg i høj grad på hjerte, og navnlig var han besjælet af iver for at modvirke fattigdommen og ophjælpe fattige, syge, svage og hjælpeløse på den mest hensigtsmæssige måde. Ryberg var et virksomt medlem af direktionen for Opfostringshuset på Christianshavn, hvortil han udnævntes 1759, og da Johann Friedrich Struensee 1771 havde besluttet at omordne hovedstadens fattigvæsen fra grunden af, stilledes også Ryberg (med præsten Resewitz og rådmand Lunding) i spidsen for den kommission, der resulterede i kabinetsordre af 16. oktober 1771, som ophævede de 3 hidtil særskilte direktioner for Vajsenhuset, opfostringshuset og fattigvæsenet og i steden oprettede en almindelig plejeanstalt, i hvis direktion Ryberg også fik sæde. Arbejdsløse trængende forsynedes her med råmaterialer, en lærredsmanufaktur i stor stil anlagdes på Almindeligt Hospital, ledet af en indkaldt engelsk fabrikmester, hvormed forenedes en hegleskole, et blegeri, et spinderi m. m. Denne ordning, der tog lidet hensyn til bestående forhold og ældre fundatser, vandt i almindelighed anerkendelse, men ophørte 1781, da fattigvæsenet atter omordnedes.

## Godsejeren
Også som godsejer fik Ryberg lejlighed til at virke for det almennyttige. Han købte godset Øbjerggård i Køng på Sjælland og Frederiksgave (nu kaldet Hagenskov) på Fyn. Begge steder udskiftede han jorderne og afløste hoveriet og hjalp tilmed de ny selvejere til at bygge ny gårde eller forbedre de gamle ved dertil at give dem frit tømmer fra skoven og sten fra de af ham selv anlagte teglværker. Han lod bygge møller og skoler, ombyggede godsernes kirker, uddelte nyttige bøger og lønnede distriktslæge og jordemoder. I Køng grundlagde han desuden Køng Fabrik, som var en af Danmarks tidligste og største linnedfabrikker. Fra 1787 og frem til lukningen i starten af 1900-tallet var Køng Fabrik kongelig hofleverandør. De fleste af fabrikkens bygninger er for længst forsvundet, men tilbage står spindeskolen, hospitalet og administrationsbygningen, Gl. Øbjerggaard, som i dag huser Køng Museum.
Den unge jyde havde ikke været mange år om i København at vinde sine medborgeres tillid og påskønnelse for sine ualmindelige evner. Forholdsvis tidlig var han blevet en af Grosserersocietetets Ældste (1762). Fra 1767-1778 var han bankkommissær. I den Struenseeske periode blev Ryberg som fagkyndig handelsmand gjort til medlem af Kommercedeputationen, og kongen hædrede ham ved udnævnelsen til hofagent 1758, etatsråd 1770 og konferensråd 1780. Han var en stor skibsreder og en af landets største eksportører.
Ryberg ægtede 1764 Margrethe Dorothea Otte, en datter af kancelliråd Friedrich Otte i Egernførde. Hun døde allerede 1767, kun 18 år gammel. Ryberg selv levede til 29. august 1804, da han stille og uden lidelser sov hen i København. Hans lig blev nedsat i det af ham byggede familiekapel i Dreslette Kirke på Fyn.
Hans eneste overlevende søn, agent, siden etatsråd, Johan Christian Ryberg, f. 1767, d. 15. januar 1832, fortsatte forretningen, men huset Ryberg gik fallit 1820, ikke som følge af tab under krigen med England, men på grund af tab ved statsbankerotten 1813 og senere tilstødte uheld, og staten, der havde støttet ham med betydelige lån, som han ikke kunde refundere, overtog bl.a. hans smukke gods Frederiksgave.
På Færøerne er Niels Ryberg stadig berømt. Hans største modsatter[?] var nationalhelten Nólsoyar Páll, og den eneste færøske nobelprismodtager Niels Ryberg Finsen fik sit navn efter Niels Ryberg. På Køng Museum mellem Næstved og Vordingborg fortæller en permanent udstilling historien om Niels Ryberg og Køng Fabrik.